# 国際経営開発研究所
国際経営開発研究所（こくさいけいえいかいはつけんきゅうしょ、英語: International Institute for Management Development、略称：IMD）は、スイスのローザンヌに拠点を置くビジネススクールである。2012年と2013年には、IMDのMBAプログラムはフィナンシャル・タイムズによる公開プログラムに関する評価で世界第1位にランクインし、フォーブスのMBAランキングでは（米国外で）2013年度および2011年度に世界第1位、英エコノミストのグローバルMBAランキングに2011年に世界第3位、2008年に世界第1位と評価されるなど世界最高峰のプログラムと評価されている。

## 概要
IMDは1990年1月に2つのビジネススクールが合併されて設立された。母体となった2つのビジネススクールは、1946年にアルカンによりジュネーヴに設立された国際経営研究所（International Management Institute、略称：IMI）と、1957年にネスレによりローザンヌに設立された企業経営政策研究所（Institut pour l'Etude des Methodes de Direction de l'Entreprise、略称：IMEDE）である。新組織となったIMDはローザンヌに拠点を置いている。
IMDは大学と提携を行う他のビジネススクールとは異なり独立した形態をとっている。IMDビジネススクールは経営者教育を提供している。IMDは大学の一部として機能する形態を取っていないため、IMDには学問的な部門は存在せず、多くの学問領域を統合させた1つの部門が存在するのみである。IMDでは教授の終身雇用制は取られておらず単年契約制度をとっており、支払制度に基づいて教育を行う。学部は23の異なる国より来訪した60人のフルタイムメンバーからなる。現在の学長はDominique Turpinであり、ジョン・R・ウェルズとPeter Lorangeに続く第三代学長である。初代学長のPeter Lorangeは1993年から2008年まで学長を務め、IMDを世界有数のビジネススクールへと成長させる上で大きな貢献を果たしたと考えられている。
IMDは総合経営やリーダーシップに関するスキルの訓練、開発に重点を置いている。IMDは経営学修士 (MBA、平均年齢31歳）とエグゼクティヴMBA（EMBA、平均年齢39歳）の2つのコースで募集を行っている。また、国籍の区別なく様々な国籍の者を公開プログラムに参加しており、毎年98を超える国からおよそ8,000人の経営者がプログラムに参加する。

## 教育
IMDには主に2つの教育プログラムがある。
- 学位授与プログラム: MBA及びEMBAに関するプログラム
- 経営者教育: 公開登録プログラムと企業独自プログラム
- 学位授与プログラムはAACSB[3]、AMBA[4]、EFMD(EQUIS)[5]の3つから認証を受けている。

### MBAプログラム
IMDのMBAプログラムは1年間のフルタイムプログラムであるが、その要求は極めて厳しく、IMDでは他のビジネススクールで行われている伝統的な二年間分のプログラムと同等の学習時間を充てることを要求している。MBAプログラムは夏季休暇を挟んで1月から12月まで行われる。IMDでは参加者の数を意図的に制限しており、合格者は90人以下となっている。それぞれのクラスは様々な国籍の参加者で構成されており、参加者の平均年齢が30歳を超え、マネージメント経験を持つ者も少なくない。また厳しい状況に参加者を置いた上で、ユング派の精神分析医が何度も面談を行い自己認識力（Self-Awareness）を高められるように設計されているプログラムである。
MBAプログラムでは専門知識ではなく個人の開発、リーダーシップ、ゼネラルマネジメント教育に重点を置いているため、卒業者の大多数（70%）は他のビジネススクールとは異なり、企業内の金融部門以外の部門に就職することが多い。
IMDのMBAプログラム卒業者の平均年収は世界でも有数であり、2011年の調査によると、 卒業3年後の平均年収は約142,000USドルとなっている。
MBAプログラムの応募要件は4年制大学卒業もしくはそれに相当する研究所を卒業していること、GMATと最低でも三年のフルタイムの労働経験を持つこと、英語を含む2つ以上の言語に関しての読み書きに堪能であることとなっている。

### EMBAプログラム
EMBAはすでにキャリアの中で経営者としての経験を積んだ者をターゲットとしているため、そのカリキュラムはMBAのカリキュラムとは異なる。EMBAではリーダーシップに関するスキル、集約されたビジネステーマや即効性のある実践的な応用事例に重点を置いている。選抜された65人の合格者の平均年齢は39歳であり、フィナンシャル・タイムズによると世界で最も経験豊かなEMBAグループとされる。IMD EMBAはフィナンシャル・タイムズの調査において、総合経営部門で世界5位にランクインした。

### 経営者教育
経営者教育はIMDの教育内容の根幹をなしている。IMDの産業遺産は協賛企業とともに企業のため問題を発展させていくことに重点を置いている。IMDの収益の半分は企業独自のプログラムにより生じており、45%が公開登録プログラムとなっている。
IMDはMITスローンスクール・オブ・マネジメントとの提携も行っている。この2つのビジネススクールは双方のキャンパスで共同開発した教育プログラムを実施している。

## IMDグローバルセンター

### IMDグローバル・ファミリー・ビジネスセンター
1つの世代と密になるため、IMDは主要なグローバル・ファミリー・ビジネスと提携を行っている。グローバル・ファミリー・ビジネスセンターでは現在進行中の関連性の高い調査を追究し 、幅広い教育内容を提供している。

### IMDグローバル・ヴァリュー・チェーン・センター
IMDグローバル・ヴァリュー・チェーン2020センターは企業のビジネスモデルやヴァリュー・チェーンについて、未来の最良の経営戦略に関する探求を行うコンソーシアムである。リサーチプログラムは過去10年をとおしてヴァリュー・チェーンを変化させたメガトレンド及び将来の10年間に起こるであろう新しいメガトレンドにまつわる12の戦略的質問に対して回答することに重きをおいている。

### IMDグローバルボードセンター
IMDは過去35年間にわたり主要機関に対する役員教育を提供してきた。IMDグローバルボードセンターは長期的なビジネスの成功をサポートするため、管理調査を実行し、幅広い教育機会を提供している。 

### IMD Global Center for Sustainability Leadership
IMDグローバルセンターの持続可能なリーダーシップに関する部門では主要企業の持続可能性のある戦略に関する勉強会や実証実験、ケーススタディ、企業独自のプロジェクトを執り行っている。

## 研究センター

### IMD世界競争力センター(WCC)
IMD世界競争力センター（IMD World Competitiveness Center）は1989年以降、国や企業の競争力という分野において先駆者となっている。IMDが事物に関連性の深い最新の調査データを収集し施策結果の分析を行うことにより、世界競争力に関する知識の拡張が行われている。WCCは世界54の提携機関と連携を取りながら、政府、企業、研究機関に対し、IMD世界競争力年鑑、WCYオンライン、国・地域の競争力に関するリポートや競争力に関するワークショップなどを通してこの事業を行っている。

### The Center for Corporate Sustainability Management (CSM)
CSMはIMDにおいて研究と教育の指導的立場にある機関である。CSMは持続可能性のある経営戦略を様々な手法へと落としこむことで企業を救い、企業の「持続可能な冒険」における学問的なパートナーとなることを目的としている。CSM社会的、環境的な戦略行動を通して協賛企業に対し持続可能なビジネス上の利点をもたらす試みを行っている。

### エビアングループIMD
1995年に設立されたエビアングループIMDは企業、政府やオピニオンリーダーが国際的な連携を行うことで運営されており、ルールに則った多国間の枠組みの中で公正かつ包括的で持続可能なグローバル市場経済を築くことを最大の目標としている。エビアングループIMDは成長を達成しグローバリゼーションの推進力を維持するために貿易自由化を唱えている。エビアングループでは、国際貿易や国際投資は国や大陸、文化、世代を超えたより大きな共通理解や共通の興味を通して、人々をつなぐ大きな潜在力を有していると考えている。

## ランキング
- フィナンシャル・タイムズ: Executive education - non-degree programs
  - 2013: #1 in open programs worldwide
  - 2012: #1 in open programs worldwide
  - 2009: #1 in executive education outside the US and #2 worldwide
  - 2008: #1 in Europe for open enrollment programs
  - 2008: #1 in Europe for customized courses
  - 2008: #1 globally for combined ranking of open enrollment and customized courses
- ビジネスウィーク: MBA - surveys both MBA alumni and the recruiters who hire them (alternate years)
  - 2012: #1 worldwide for Leadership
  - 2006: #4 among non-US business schools
- ウォールストリート・ジャーナル: MBA - surveys recruiters about their perception of the school’s graduates and the career services support:
  - 2007: #2 globally
- フォーブス: MBA - surveys alumni to measure return on investment (alternate years)
  - 2013: #1 among non-US business schools
  - 2013: #1 globally among 1 year programs
  - 2011: #1 globally among 1 year programs
  - 2007: #1 globally among 1 year programs
- エコノミスト: MBA - surveys current participants and alumni about career opportunities; personal development & educational experience; salary increase; and potential to network
  - 2011: # 3 Global, # 1 outside of US
  - 2008: # 1 Global
- フィナンシャル・タイムズ: MBA - "Ranking of the Rankings" combines results of all major MBA rankings (alternate years):
  - 2007: #1 in Europe & Internationally
- Quacquarelli Symonds: QSトップMBAグローバル200ビジネススクールリポート2012
  - 2011:#8 In Europe

## IMD卒業生
- Paul Bulcke: ネスレCEO
- Philipp Humm: T-Mobile USCEO
- Oswald Grübel: , UBSCEO
- Søren Skou: Maersk Line CEO
- マルク・ルッテ: オランダ首相
- Susanne Klatten: Member of the Board, BMW
- Thomas Schmidheiny: Chairman, ホルシム
- Matti Alahuhta: コネCEO
- Jon Fredrik Baksaas: TelenorCEO
- Svein Aaser: DNBCEO
- Mark Opzoomer: ランブレルCEO
- Harsh Goenka: RPGグループ（英語版）チェアマン
- Milinda Moragoda: スリランカ法務大臣、国会議員
- Gerard Kleisterlee: フィリップスCEO
- Bjarni Ármannsson: グリトニル銀行CEO, アイスランド
- Michael Patsalos-Fox: マッキンゼー・アンド・カンパニーチェアマン
- Ian Charles Stewart: Wired創設者
- Diego Molano Vega: Minister of Information Technologies and Communications, コロンビア
- René Müller: GMC SOFTWARE AG CEO, スイス
- Prince Pieter-Christiaan of Orange-Nassau, van Vollenhoven, オランダ
- 各務茂夫: 東京大学教授